# Эскрима Де Кампо JDC-IO
Эскрима Де Кампо JDC-IO (читается как [Джей-Ди-Си Ай-О]) — это филиппинское боевое искусство; относится к стилям эскрима с дистанцией ларго мано (с тагальск. — «длинная рука», дальняя дистанция боя). Акроним JDC-IO сформирован по первым буквам имен основателя системы Jose D. Caballero и его первого ученика Ireneo Olavides.
Изначальным названием школы было De Campo Uno-Dos-Tres Orihinal. Позже ученики назвали школу Eskrima de Campo JDC-IO в честь заслуг самого Эрика Олавидеса, который дополнил и усовершенствовал методы ГМ Кабаллеро.

## Механизм Ларго Мано
Стиль Де Кампо Уно-Дос-Трес Орихиналь (De Campo Uno-Dos-Tres Orihinal) преимущественно использует дистанцию ларго мано - дальнюю дистанцию. Мастера Де Кампо считают наиболее рациональным выстраивать бой на дальней дистанции, если Вы используете палку. На ближней же дистанции и в клинче разумнее использовать нож, кулаки, локти, удары головой и т.д. В Де Кампо используются линейные атаки и удары на дистанции поражения, вместо ударов по углам, используемых в большинстве систем эскримы ближнего боя.
Не используются блоки палка в палку, тапи-тапи, и не нарабатываются техники боя без оружия, голыми руками. Обезоруживания производятся просто - при помощи ударов по вооруженной руке. В тренировочном процессе этого стиля Эскримы уделяется большое внимание наработки силы, скорости и точности. Тренировки по отработке точного и целенаправленного удара осуществляются в парах один на один: инструктор-студент. Выполнение упражнений  в парах бойцов одинакового уровня не поощряется. Одно из объяснений этому - боец всегда должен быть готовым к бою с бойцом высшей квалификации, а не только с хулиганами.
Грандмастеру Хосе Кабаллеро случалось бить не только обычных пьяных головорезов, но и побеждать лучших бойцов своего времени.
ГМ Кабаллеро побеждал Балбино Манчао (Balbino Mancao), Симеон Сааведра (Simeon Saavedra), Винсент Лабор (Vicente Labor), Хуан Каролла (Juan Carolla), Хенеросо Карбахоса (Heneroso Carbajosa), Альфредо Макалолан (Alfredo Macalolan), Танчонг Лопез (Tanciong Lopez), Хорхе Навахо (Horje Navajo), Соломон Канонио (Solomon Canonio), Пастор Хингойон (Pastor Hingoyon), Аной из Тангуба и др.
Несмотря на свою жесткость, система акцентируется на ударе по вооруженной руке, чтобы тем самым снизить вероятность смертельного противостояния. Кабальеро никогда не причинял серьёзных травм или убивал кого-то из своих противников.

## Техника Де Кампо
Основные черты техники Де Кампо:
- отсутствие финтов
- первый удар всегда производится с максимальной силой
- каждая часть тела противника, находящаяся в зоне поражения должна стать первой целью
- чаще всего первой поражается вооруженная рука, если вооруженная рука отведена назад - поражаются остальные части тела: голова, локти, колени и вторая рука
- отсутствуют блоки палка в палку и тапи-тапи
- нет активных технических действий невооруженной рукой
- разоружения осуществляются простыми прицельными ударами по вооруженной руке
- все ударные комбинации практикуются один на один в тандеме студент-инструктор

### Три уровня атак
Иренео "Эрик" Олавидес рекомендовал:
- Когда противник подступает – поражайте колени
- Когда противник открывается – поражайте локти и кисти рук
- Когда противник находится в зоне поражения (по центру) - бейте в глаза

### Антау, боевая дистанция в Де Кампо
Манонг Хосе особое внимание уделял тому, что кэндоисты называют ма-ай – основной принцип удержания эффективной дистанции. Это верная оценка диапазона действий и использование приставного боксерского шага, не длинного, но и не короткого. Как снайпер - один выстрел, одно убийство, так мастер безошибочно измеряет дистанцию удара до своего противника.

### Палки
В Де Кампо не придерживаются палок стандартной длины. Палки обрезаются пропорционально весу и длине. Увеличение на дюйм иногда приносится в жертву оптимальной скорости, точности и силе. Длина палки может колебаться от 31 до 26 дюймов.
Для эффективного удара используются палки из крепкой древесины бахи или камагонг, тем самым получая преимущество над легкими и крепкими палками из ротанга. Пока многие удары палкой используют кистевое движение, ГМ Кабальеро без проблем переходил на работу клинком, которую он практиковал регулярно. В Де Кампо также используются нелакированные ротанговые палки, без обжига, с оставленной корой, более толстые и тяжелые, по сравнению с обычно используемыми в эскриме.

### Uno-Dos-Tres простое определение
Манонг Хосе однажды дал простой совет начинающим: «Если вы обнаружили, что поразить вооруженную руку тяжело, то выбирайте целью локти, на протяжении их пути, в очень близком радиусе. Если противник бьет тебя планчадой (горизонтальный удар) - ответьте вертикальным ударом сверху или, наоборот, если противник бьет Вас вертикальным ударом под любым углом, ответьте планчадой – но помните об удержании максимально эффективной дистанции. Как затертая грампластинка он всегда напоминал ученикам: Я обучал вас для боя с очень хорошими бойцами, а не с большими хулиганами с палкой. Палочный бой должен закончиться через 3 секунды, не более того. Будьте осторожны!»

### Острое зрение – периферийное зрение
Когда Манонг Хосе ещё жил в провинции Себу, случилась история с двумя мужчинами, посетившими его, чтобы увидеть его мастерство, о котором много слышали. Они объехали всю провинцию Себу и соседние области, чтобы найти эскримадора, который смог бы пройти их испытание. Когда эти два дерзких человека в конечном итоге встретились лицом к лицу с Манонгом Хосе, один из них убедил молодого Кабальеро вступить с ним в дружеский бой - связка удар - блок - или, как себуанцы называют это, «дават-дават» спарринг. 
«Джо, как вы отразите это!» - Посетитель предупредил и поспешно и преждевременно нанес удар по первому углу, а Манонг Хосе вынужден был блокировать. Без предупреждения он ударил коварным нуките (рука-нож) как уколом своей невооруженной рукой в солнечное сплетении, атака была жестко остановлена ударом витик юного Кабальеро. Потрясенный человек склонил голову и перетерпев боль в руке сказал:
«Мы объездили много мест и в конце концов встретили настоящего Эскримадора, который прошел наш тест. Usbon Nato! (Давай сделаем это снова), те кто проиграл могут только громко возразить».
Он использовал периферийное зрение, или то, что мастера БИ называют орлиным зрением.
Он советовал ученикам смотреть на противника как на одно целое и никогда не концентрироваться, не фокусироваться на конкретной части его тела, такой как глаза, вооруженные руки, центр тела или ноги. Он также предупреждал:
«Если вы стоите с палкой перед другим человеком, уже рассматривайте это как боевую ситуацию. Даже если это дружественный дават-дават (игровой бой в ограниченный контакт), поддерживайте свой уровень готовности на высоте».

## Известные мастера
Основатель системы Грандмастер Хосе Д. Кабаллеро

Мастера Профессор Эрик Олавидес (Ireneo "Eric" Olavides), Роми Парадеро (Romy Paradero), Руэль Тубанг (Ruel Tubang) и Селестино Макачор (Celestino Macachor)